# 1979年欧洲超级杯
1979年欧洲超级杯由1978–79年欧洲冠军杯冠军诺丁汉森林对阵1978–79年歐洲盃賽冠軍盃冠军巴塞罗那，最终诺丁汉森林以总比分2-1夺冠。